# Mark Rowe
Mark Rowe (Estados Unidos, 28 de julio de 1960) es un atleta estadounidense retirado especializado en la prueba de 400 m, en la que consiguió ser medallista de bronce mundial en pista cubierta en 1985.

## Carrera deportiva
En los Juegos Mundiales en Pista Cubierta de 1985 ganó la medalla de bronce en los 400 metros, con un tiempo de 46.31 segundos, tras el alemán Thomas Schönlebe (oro con 45.60 segundos) y el británico Tood Bennett (plata).